# World Badminton Grand Prix 1986
Der World Badminton Grand Prix 1986 war die vierte Auflage des World Badminton Grand Prix. Die Turnierserie bestand aus 14 internationalen Meisterschaften. Zum Abschluss der Serie wurde ein Finale ausgetragen, wobei dort erstmals alle Disziplinen ausgespielt wurden. Zugelassen wurden die punktbesten Spieler bzw. Doppelpaare der Grand Prix-Ranglisten. Es nahmen daran teil: 16 Herreneinzel, 12 Dameneinzel und jeweils 6 Doppelpaare im Herren-, Damen- und gemischten Doppel.

## Austragungsorte
| Veranstaltung          | Ort                           | Preisgeld      | IBF-Wertungskategorie | Datum         |
| ---------------------- | ----------------------------- | -------------- | --------------------- | ------------- |
| Chinese Taipei Open    | Taipeh                        | 25.000 US $    | Kategorie 1           | 16.–19.01.    |
| Japan Open             | Tokio                         | 14.110.000 Yen | Kategorie 1           | 21.–26.01.    |
| Dutch Open             | Nieuwegein                    | 15.000 US $    | Kategorie 2           | 06.–09.02.    |
| German Open            | Duisburg                      | 22.000 US $    | Kategorie 1           | 26.02.–02.03. |
| Scandinavian Open      | Kopenhagen, Dänemark          | 22.000 US $    | Kategorie 1           | 05.–09.03.    |
| All England            | London                        | 27.823 ₤       | Kategorie 1           | 12.–16.03.    |
| Hong Kong Open         | Hongkong                      | 25.000 US $    | Kategorie 1           | 22.–25.05.    |
| China Open             | Fuzhou                        | 25.000 US $    | Kategorie 1           | 28.05.–01.06. |
| Malaysia Open          | Kuala Lumpur                  |                | Kategorie 1           | 07.–13.07.    |
| Indonesia Open         | Jakarta                       | 54.000 US $    | Kategorie 1           | 17.–20.07.    |
| Carlton-Intersport-Cup | Schwäbisch Gmünd, Deutschland | 14.000 US $    | Kategorie 2           | 08.–12.10.    |
| Denmark Open           | Aalborg                       |                | Kategorie 1           | 16.–19.10.    |
| English Masters        | London                        | 20.000 ₤       | Kategorie 1           | 24.–26.10.    |
| Scottish Open          | Edinburgh                     | 10.500 ₤       | Kategorie 2           | 20.–23.11.    |
| Grand Prix Finale      | Kuala Lumpur, Malaysia        |                | -                     | 16.–21.12.    |

## Die Sieger
| Veranstaltung          | Herreneinzel           | Dameneinzel         | Herrendoppel                      | Damendoppel                         | Mixed                          |
| ---------------------- | ---------------------- | ------------------- | --------------------------------- | ----------------------------------- | ------------------------------ |
| Chinese Taipei Open    | Sze Yu                 | Kirsten Larsen      | Jalani Sidek Razif Sidek          | Verawaty Fajrin Ivanna Lie          | Billy Gilliland Nora Perry     |
| Japan Open             | Yang Yang              | Li Lingwei          | Jalani Sidek Razif Sidek          | Wu Dixi Lin Ying                    | Billy Gilliland Nora Perry     |
| Dutch Open             | Ib Frederiksen         | Xiao Jie            | He Xiangyang Tang Hui             | Helen Troke Gillian Gowers          | Andy Goode Fiona Elliott       |
| German Open            | Morten Frost           | Kim Yun-ja          | Park Joo-bong Kim Moon-soo        | Kim Yun-ja Yoo Sang-hee             | Lee Deuk-choon Chung Myung-hee |
| Scandinavian Open      | Morten Frost           | Qian Ping           | Jesper Helledie Steen Fladberg    | Kim Yun-ja Yoo Sang-hee             | Martin Dew Gillian Gilks       |
| All England            | Morten Frost           | Kim Yun-ja          | Kim Moon-soo Park Joo-bong        | Chung Myung-hee Hwang Hye-young     | Park Joo-bong Chung Myung-hee  |
| Hong Kong Open         | Yang Yang              | Li Lingwei          | Bobby Ertanto Rudy Heryanto       | Han Aiping Li Lingwei               | Billy Gilliland Nora Perry     |
| China Open             | Icuk Sugiarto          | Han Aiping          | Li Yongbo Tian Bingyi             | Verawaty Fajrin Ivanna Lie          | Park Joo-bong Chung Myung-hee  |
| Malaysia Open          | Zhao Jianhua           | Shi Wen             | Jalani Sidek Razif Sidek          | Wu Jianqiu Lin Ying                 | Bobby Ertanto Verawaty Fajrin  |
| Indonesia Open         | Icuk Sugiarto          | Shi Wen             | Liem Swie King Hariamanto Kartono | Verawaty Fajrin Ivanna Lie          | Steen Fladberg Gillian Clark   |
| Carlton-Intersport-Cup | Poul-Erik Høyer Larsen | Yao Fen             | Martin Dew Dipak Tailor           | Gillian Clark Gillian Gowers        | Martin Dew Gillian Gilks       |
| Denmark Open           | Morten Frost           | Zheng Yuli          | Li Yongbo Tian Bingyi             | Gillian Clark Gillian Gowers        | Martin Dew Gillian Gilks       |
| English Masters        | Morten Frost           | Yao Fen             | Li Yongbo Tian Bingyi             | Maria Bengtsson Christine Magnusson | Billy Gilliland Nora Perry     |
| Scottish Open          | Steve Baddeley         | Christine Magnusson | Jesper Knudsen Henrik Svarrer     | Maria Bengtsson Christine Magnusson | Andy Goode Fiona Elliott       |
| Grand Prix Finale      | Yang Yang              | Li Lingwei          | Jalani Sidek Razif Sidek          | Chung Myung-hee Hwang Hye-young     | Nigel Tier Gillian Gowers      |